# Lothar Hock

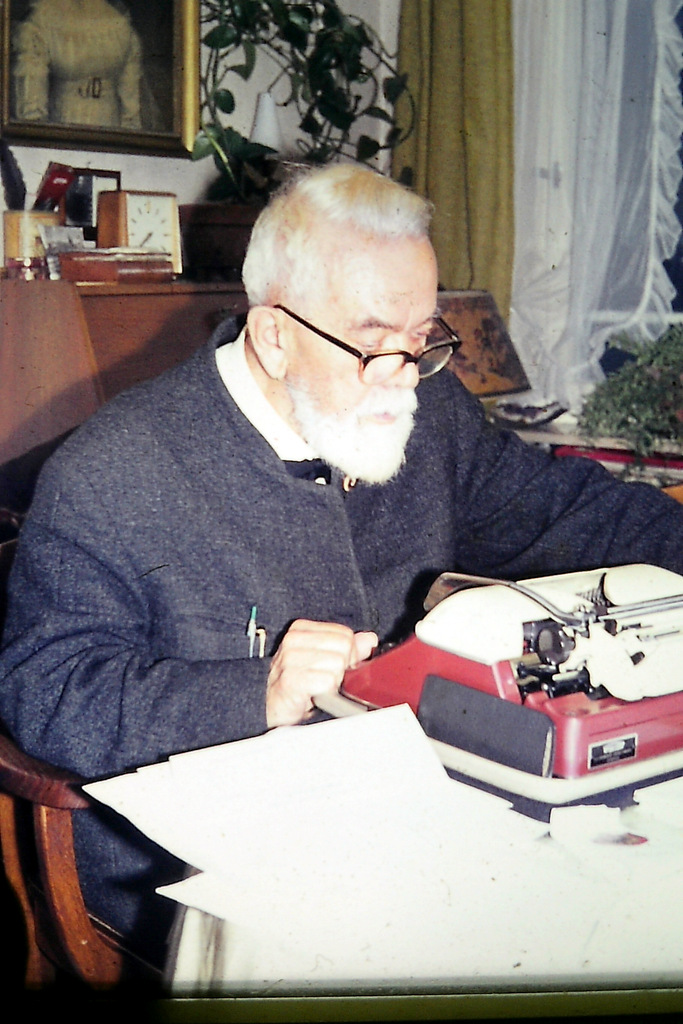
Lothar Hock

Lothar Hock, mit vollständigem Namen Lothar Erich Kurt Hock, (* 12. November 1890 in Berlin; † 9. September 1978 in Gießen) war ein deutscher Chemiker und Hochschullehrer.

## Leben und Wirken
Nach seinem Abitur an einem Berliner Realgymnasium studierte Hock Chemie und Physik an der Friedrich-Wilhelms-Universität in Berlin. Sein Studium musste er kriegsbedingt unterbrechen, als er 1914 zu einer Pioniereinheit eingezogen wurde, wo er 1915 zum Unteroffizier befördert und zur Inspektion der Kraftfahrtruppen in Berlin kommandiert wurde. 1918 forschte er an Schmiermitteln in der Kaiser-Wilhelm-Gesellschaft für Kriegsforschung. 1919 bis 1923 arbeitete er als Chemiker bei der Mitteldeutschen Gummiwarenfabrik Peters Union AG in Korbach. 1922 wurde er an der Universität Gießen zum Dr. phil. promoviert. Von 1923 bis 1926 war er am Physikalisch-Chemischen Institut der Universität Gießen Assistent bei Karl Schaum. 1924 habilitierte er dort in Physikalischer Chemie, war ab 1928 Privatdozent und wurde 1929 zum außerordentlichen Professor ernannt. Ab 1931 arbeitete Hock in der Rüstungsforschung. Ein Lehrauftrag für Technische Chemie an der Universität Halle wurde aufgrund dringender Rüstungsaufträge für das Luftfahrtministerium verschoben. Stattdessen erhielt Hock 1937 einen Lehrauftrag in Gießen und war dort von 1939 bis 1946 als Diätendozent am Kautschuk-Institut tätig. Aufgrund seiner Haltung gegenüber dem NS-Regime wurde Hock 1935 und 1941 als persona ingrata und ungeeignet zum Erziehen der Studenten eingestuft. Von 1946 bis zu seiner Emeritierung 1959 war Hock außerplanmäßiger Professor für Kolloidchemie und Physikalische Chemie (1951 bis 1953 als Vertretung) der Universität Marburg. 1953 erhielt er eine Honorarprofessur an der Universität Gießen, 1956 wurde er dort – als Wiedergutmachung rückwirkend ab 1942 – zum ordentlichen Professor ernannt.
Die Forschungsschwerpunkte von Hock waren die Chemie und Physik des Kautschuks, insbesondere die Vulkanisation und aktive Füllstoffe. Daneben erforschte er die Chemie des Titans, Antimons und Schwefels und beschäftigte sich mit der Photometrie.

## Auszeichnungen
- 1931 Plakette der Deutschen Kautschuk-Gesellschaft[4]
- 1954 Carl Dietrich Harries-Medaille der Deutschen Kautschuk-Gesellschaft.[5]